# فالدهاوس
فالدهاوس (به انگلیسی: Fauldhouse) یک روستا در بریتانیا است که در لوتیان غربی واقع شده‌است. فالدهاوس ۴٬۷۳۰ نفر جمعیت دارد.